# (28792) Davidlowell
(28792) Davidlowell est un astéroïde de la ceinture principale d'astéroïdes découvert en 2000.

## Description
(28792) Davidlowell a été découvert le 25 avril 2000 à la Station Anderson Mesa, un des deux sites d'observation de observatoire Lowell (Arizona (États-Unis), par le programme Lowell Observatory Near-Earth-Object Search (LONEOS).

### Caractéristiques orbitales
L'orbite de cet astéroïde est caractérisée par un demi-grand axe de 2,66 UA, un périhélie de 2,58 UA, une excentricité de 0,03 et une inclinaison de 2,94° par rapport à l'écliptique. Du fait de ces caractéristiques, à savoir un demi-grand axe compris entre 2 et 3,2 UA et un périhélie supérieur à 1,666 UA, il est classé, selon la JPL Small-Body Database, comme objet de la ceinture principale d'astéroïdes.

### Caractéristiques physiques
(28792) Davidlowell a une magnitude absolue (H) de 15,4 et un albédo estimé à 0,064.